# Neotriozella pyrifolii
Neotriozella pyrifolii är en insektsart som först beskrevs av Forbes 1885.  Neotriozella pyrifolii ingår i släktet Neotriozella och familjen spetsbladloppor. Inga underarter finns listade i Catalogue of Life.